# Albert Weijs
Albert Weijs (bijnaam Appie) (Cellemuiden, 1 januari 1933 - Hoorn, 10 juli 1987) was een marathonschaatser, die voornamelijk bekend is geworden vanwege zijn vierde plaats in de Elfstedentocht van 1963. In zijn loopbaan schaatste hij diverse marathons op zowel natuur- als kunstijs, enkele hiervan wist hij te winnen. Zo won hij in 1972 de wedstrijdtocht van de Groote Veenpolder en in 1973 de een uursrace om de Heinekentrofee in Utrecht.
In 1983 liep Weijs een schedelbasisfractuur op tijdens trainingsrit op de fiets. Hij wist voldoende te herstellen om in 1985 opnieuw mee te doen aan de Elfstedentocht, waar hij als 112e eindigde.

Weijs overleed in 1987 aan de gevolgen van een ongeluk tijdens een trimfietstocht.